# لین گود
لین گود (انگلیسی: Lynn Good) (زاده ۱۹۶۰) کارآفرین، اقتصاددان و مدیر ارشد اجرایی آمریکایی است، که در حال حاضر به‌عنوان مدیر عامل اجرایی شرکت دوک انرژی فعالیت می‌کند.